# السعدية وضاح
السعدية وضاح هي محامية مغربية معروفة خصوصًا بعملها في الدفاع عن حقوق المرأة. وهي حاليًا عضوة في المجلس الوطني لحقوق الإنسان والجمعية المغربية لمناهضة العنف ضد النساء.

## السيرة الذاتية
تخرجت في القانون، وبدأت حياتها المهنية كمحامية في الدار البيضاء.
في عام 1992، انضمت إلى المنظمة المغربية لحقوق الإنسان، وشاركت في لجنة التنسيق لمحكمة المرأة العربية لمناهضة العنف ضد المرأة . وكانت عضوًا في مجلس نقابة المحامين بالدار البيضاء من 2000 إلى 2003
في عام 2000، ترأست التجمع المغربي لمناهضة العنف ضد المرأة.
في عام 2003، كانت عضوا في مكتب المنظمة المغربية لحقوق الإنسان، وعضو مؤسس لمنتدى المحاميات العربيات في البحرين.
في عام 2013، شاركت في المؤتمر الذي دعت إليه منظمة كرامة المكرس لمكافحة العنف ضد المرأة، وهو اجتماع لتحليل وضع العنف ضد المرأة في العالم العربي، بمناسبة الدورة الرابعة والخمسين للجنة الأمم المتحدة المعنية بوضع المرأة.
كمتخصصة في المدونة، ساهمت في العديد من المنشورات حول مواضيع مثل التحرش الجنسي والعنف ضد المرأة والإنتاج القانوني، بالإضافة إلى دليل قانوني حول الأحوال الشخصية «الزواج والطلاق» للجمعية الديمقراطية للمرأة المغربية.

## الجوائز والتكريم
في أبريل 2017 ، تم تكريمها مع الحقوقية سوميشة رياحة لنشاطها في الدفاع عن حقوق الإنسان.